# Station Hamburg-Iserbrook
Station Hamburg-Iserbrook (Haltepunkt Hamburg-Iserbrook, kort Haltepunkt Iserbrook) is een spoorwegstation in het stadsdeel Iserbrook van de Duitse plaats Hamburg, in de gelijknamige stadstaat. Het station is onderdeel van de S-Bahn van Hamburg en alleen treinen van de S-Bahn kunnen hier stoppen.

## Geschiedenis
De spoorlijn van Blankenese naar Wedel, tegenwoordig deel van de lijn S1, kwam op 1 december 1883 in bedrijf. De elektrificatie kwam pas in 1950; daarvoor reden de elektrische treinen tot Blankenese en stoomtreinen naar Wedel. Het station Iserbrook werd op 31 oktober 1950 geopend, enige maanden na de elektrificatie tot Sülldorf.
De S-Bahnhalte werd in kader van de verdubbeling van de B431 eind jaren '70 opnieuw ingericht. De lijn werd op een zeven meter hoge spoordijk gelegd, om de beveiligde overweg in de straten Hasenhöhen en Sülldorfer Landstraße door spoorbruggen te vervangen. Op 18 mei 1978 werd de eerste trein over de nieuwe verhoging geleid. Uit kostenoogpunt werd de lijn tussen Blankenese en Sülldorf enkelsporig gelaten. Hierdoor kunnen treinen niet in Iserbrook kruisen en moeten de treinen op elkaar wachten in Blankenese of Sülldorf. Voor Duitse begrippen is het station (Bahnhof) geen station maar een halte (Haltepunkt). Het ligt in de driehoek tussen de Sülldorfer Landstraße, Hasenhöhe en Heidrehmen, en wordt door de nieuwbouw iets naar het noordwesten verlegd. Gelijktijdig kwam er een klein busstation met parkeerplaatsen aan de Sülldorfer Landstraße.

## Treinverbindingen
De volgende S-Bahnlijn doet station Iserbrook aan:
| Serie | Treinsoort        | Route | Bijzonderheden |
| ----- | ----------------- | --- | -------------- |
|       | S-Bahn (DB Regio) | Hamburg Airport – /Poppenbüttel – Ohlsdorf – Barmbek – Berliner Tor – Hauptbahnhof – Altona – Blankenese – Iserbrook – Wedel |                |